# Barranquenho
Barranquenho, auch o barranquenho (port.) oder el barranqueño (span.), ist ein Grenzdialekt des europäischen Portugiesisch mit starkem Einfluss des Extremadurischen und des Andalusischen. Das Sprachgebiet umfasst vornehmlich die portugiesisch-spanische Grenzregion um die Stadt Barrancos im Distrikt Beja. 

## Geschichte
Der erste Vertrag zwischen dem Königreich Portugal und dem Königreich Spanien über die Gebiete der Algarve stammt aus dem Jahre 1253, in welchem der Fluss Guadiana als Grenze zwischen beiden festgelegt worden war. Der spätere Vertrag von Badajoz (1267) bestätigte dies bis zum Vertrag von Alcañices (1297), in dem neue Grenzen festgelegt wurden. Der gut 120 Kilometer lange Abschnitt im Alentejo zwischen Moura und Aroche war jedoch nicht näher definiert worden, sodass bis weit ins 16. Jahrhundert hinein die Gebiete von beiden Königreichen mehr oder weniger gemeinsam genutzt wurden – in diesen Gebieten befand sich auch die Stadt Barrancos. Um die dadurch entstandenen Streitigkeiten beizulegen, unterzeichneten 1542 die Könige João III. von Portugal und Carlos I. von Spanien das Konkordat von Moura, in dem beide Königreiche vereinbarten das Gebiet gemeinschaftlich zu nutzen. Erst seit 1893 ist die Grenze zwischen Portugal und Spanien exakt festgelegt, Barrancos gehört seitdem zu Portugal. Im 20. Jahrhundert, vor allem in den 1940er Jahren, waren aufgrund der wirtschaftlichen Depression in Spanien ein Großteil der Bevölkerung von Barrancos in den Warenschmuggel involviert.
Historisch gesehen unterlag die Gegend um Barrancos demnach starken Einflüssen Spaniens, außerdem gilt sie bis heute als im äußersten Südosten Portugals sehr abgelegen. Bis heute ist die Verkehrsverbindung nach Spanien schneller und vor allem kürzer als in das 50 Kilometer entfernte Moura. Diese besondere Form der Isolation vom restlichen portugiesischen Sprachgebiet führte dazu, dass sich ein eigener Dialekt mit starken Einflüssen der andalusischen und der extremadurischen Sprache entwickelte.

## Gebrauch und rechtlicher Status
Während in den öffentlichen Einrichtungen (Rathaus, Schule, Krankenhaus) sowie in Banken und in der Kirche durchweg Portugiesisch als Prestigesprache gesprochen wird, wird Spanisch (bzw. Andalusisch oder Extremadurisch) vor allem von den aus Spanien seit Jahrhunderten zugezogenen Bewohnern gesprochen. Barranquenho sprechen alle in Barrancos geborenen Menschen, sie gilt als gemeinsame Sprache aller Bewohner und ist im Alltag vorwiegend zu hören. Eine Schriftsprache existiert nicht.
Leite de Vasconcelos berichtet in seinem Werk von 1940, dass die Bewohner von Barrancos praktisch dreisprachig seien. Navas Sánchez-Élez widerspricht dieser Ansicht und sieht jene als mehr oder weniger zweisprachig an. Dreisprachig seien nur die wenigen Einwohner, die eine höhere Ausbildung genossen hätten. Diese würden auf der Arbeit Portugiesisch, in der Familie Barranquenho und mit Spaniern Spanisch sprechen.
Dem Barranquenho werden weder in Portugal noch in Spanien Rechte eingeräumt. Es gab seitens der Stadt Barrancos Bestrebungen, den Dialekt als nationales Kulturgut anerkennen und schützen zu lassen. Die Zahl der Sprecher wird mit 1500 bis 3000 angegeben.

## Phonologie
Das Barranquenho ist ein romanischer Dialekt, der zweifelsfrei dem Portugiesisch zugeordnet werden kann, genauer dem Alentejano. Dennoch besitzt sehr starke Einflüsse des Andalusischen und des Extremadurischen. Des Weiteren gibt es archaische Aspekte sowie Einflüsse der leonesischen und der mozarabischen Sprache.
Im Barranquenho werden die unbetonten Vokale nicht offen ausgesprochen. Die nasalen Diphthonge des Portugiesischen, vom lateinischen -am stammend, werden monodiphthongiert ([ɑ̃]). Die okklusiven Konsonanten [b], [d] und [ɡ] tendieren zu Frikativen. Die Endkonsonanten [l] und [r], werden, wie im Andalusischen, kaum ausgesprochen. Gleiches geschieht auch mit den Zischlauten, die häufig verschluckt werden.
Hinsichtlich des portugiesischen Einflusses ist die Lautverschiebung des [e] zu [i] sehr deutlich. Auch die Monodiphthongierung von [ej] zu [e], sehr typisch in zahlreichen portugiesischen Dialekten, ist auch im Barranquenho zu finden.

## Morphosyntax
Im Barranquenho gibt es bei einigen Worten eines Genus-Verschiebung, beispielsweise a sangue (statt o sangue) und a sal (statt o sal). Ein sehr typischer Einfluss des Andalusischen ist die fehlende Anpassung des Numerus im Plural, was an der fehlenden Aussprache der Zischlaute liegt.
Des Weiteren wird im Barranquenho die zweite Person Singular des Verbs ser mit dem spanischen eres gebildet, vermutlich, um die Verwechslung zwischen és (portugiesische zweite Person Singular) und é (Portugiesisch dritte Person Singular) zu vermeiden. Auch die Verwendung des spanischen hay (statt há) ist augenscheinlich. Des Weiteren ist, wie in ruralen Dialekten des Portugiesischen üblich, eine andere Pluralform bei bestimmten Wörtern üblich, beispielsweise catalões statt catalães.
Sehr typisch für das Barranquenho sind Mischformen des Portugiesischen und des Spanischen. Beispielsweise wird für die erste Person Plural als Komponente com nos (Portugiesisch connosco, Spanisch con nosotros) verwendet. Ähnliches gibt es auch im Mirandesisch. Ebenfalls speziell ist die Neuschaffung der dritte Person Plural mit vocedes aus dem Einfluss des spanischen ustedes, das portugiesische vocês übernimmt die zweite Person Plural.

## Bibliografie
- José Leite de Vasconcelos: Filologia Barranquenha – apontamentos para o seu estudo; Imprensa Nacional de Lisboa, Lisboa, 1940, posthum 1955 veröffentlicht
- María Victoria Navas Sánchez-Élez: El barranqueño: un modelo de lenguas en contacto; Universidad Complutense de Madrid, Marid, 2011
- Luis Filipe Lindley Cintra: Nova proposta de classificação dos dialectos galego-portugueses, Boletim de Filologia XXII, S. 81–116, 1971